# Fat Freddy's Drop
I Fat Freddy's Drop sono un gruppo musicale neozelandese attivo dal 1999. Lo stile del gruppo miscela diversi generi come dub, reggae fusion, jazz, soul e non solo.

## Formazione

### Formazione attuale
- Dallas Tamaira ("Joe Dukie") – voce, chitarra (1999–presente)
- Toby Laing ("Tony Chang") – tromba (1999–presente)
- Killa ManRaro  – chitarra (2016 – presente)
- Iain Gordon ("Dobie Blaze") – tastiere (2000–presente)
- Joe Lindsay ("Hopepa") – trombone, tuba (2000–presente)
- Scott Towers ("Chopper Reedz") – sassofono (2007–presente)

### Ex componenti
- Warren Maxwell ("Fulla Flash") – sassofono (2000–2007)
- Tom Bilkey ("Muppet Shorts") – chitarra (1999–2000)
- Chris Faiumu[1] ("DJ Fitchie") – percussioni, produzione (1999–2025)

## Discografia

### Album studio
- 2005 - Based on a True Story
- 2009 - Dr Boondigga and the Big BW
- 2013 - Blackbird
- 2015 - Bays
- 2019 - Special Edition Part 1
- 2020 - Lock-In
- 2021 - Wairunga
- 2023 - Blackbird Returns
- 2024 - SLO MO

### Album live
- 2001 - Live at the Matterhorn
- 2010 - Live at Roundhouse